# Банги
Банги́ (фр. Bangui [bɑ̃ɡi], санго Kötä gbätä tî Bangî) — столица и крупнейший город Центральноафриканской Республики. Большинство населения страны проживает в западных районах республики вблизи Банги.

## Этимология
Название от гидронима Убанги, город расположен на правом берегу этой реки. Гидроним на языке санго означает «пороги». Возможна также связь с этнонимом народа банги, обитающим в среднем течении реки Конго (Заир).

## История

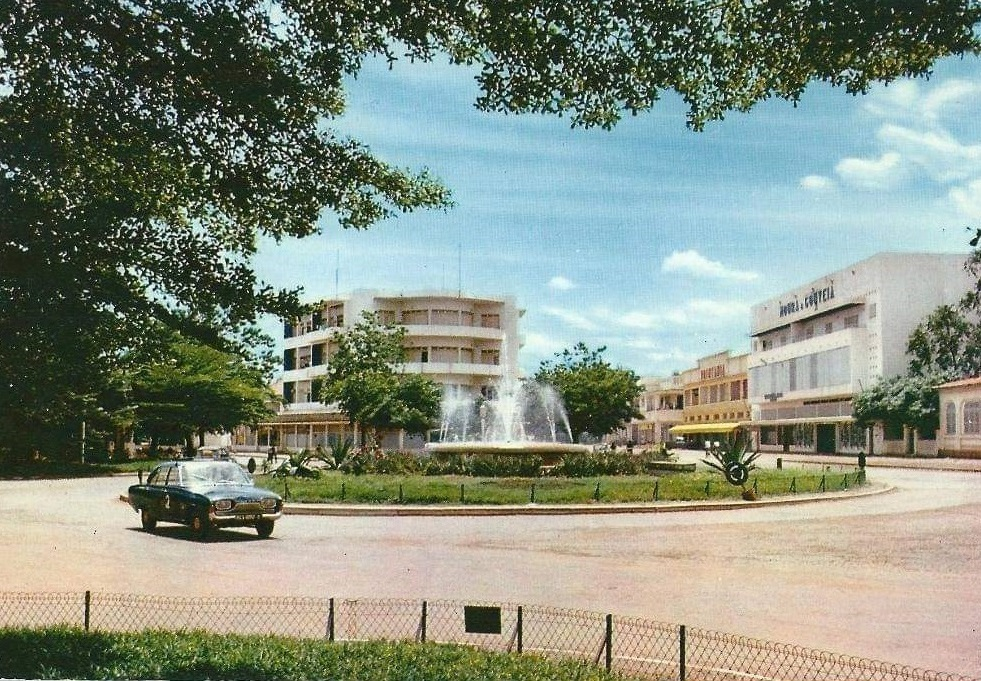
Центр Банги в 1960 году

Город был основан в 1889 году как французский военный пост в колонии Убанги-Шари, позже переименован в Кубанги-Шари и стал частью Французской Экваториальной Африки. Банги служил административным центром в колониальную эпоху и после обретения независимости от Франции стал столицей Центральноафриканской Республики. Выделен в особую административную единицу, приравненную к префектуре.
В 1970 году президент Жан-Бедель Бокасса торжественно открыл Университет Банги. В следующем году он основал национальную авиакомпанию «Air Centrafrique» и распорядился построить в Банги два новых роскошных отеля. В это же время в отношениях между Банги и Парижем нарастала напряжённость из-за неконтролируемых расходов Бокассы, после чего западные банки отказались выдавать ему новые кредиты. К 1975 году население Банги составляло 279 792 человека.
Широкомасштабная волна насилия последовала в Банги после выборов в марте 1981 года, которые имели место после французской операции по свержению Жан-Беделя Бокассы в 1979 году и смены его Давидом Дако. 1 сентября 1981 года начальник Генерального штаба Андре Колингба при поддержке местных французских военных сверг правительство Дако. В годы правления Колингбы экономическое положение страны ухудшилось, поскольку 80 % доходов уходило на выплату зарплаты сотрудникам. В марте 1986 года в городе в результате крушения французского самолёта Jaguar погибло 35 человек, что привело к возрождению антифранцузских настроений. Однако президент Колингба и дальше разрешил поддержание французских военных баз на территории страны.
В мае 1996 года в Банги произошел бунт солдат, требовавших повышения заработной платы и отставки президента Анж-Феликса Патассе. Французские войска, дислоцированные в стране, подавили мятеж, но город оказался сильно разграблен, и было убито более 50 человек. После того, как президент Патассе объявил о создании правительства национального единства в начале 1997 года, мятежные войска не захотели отказаться от военной базы в Банги. Новые боевые действия начались в июне. Ввиду частых политических беспорядков Банги был назван в 1996 году одним из самых опасных городов в мире.
Лидер повстанцев Франсуа Бозизе пришел к власти путём захвата Банги в марте 2003 года и вытеснения Патассе.
23 марта 2013 войска повстанческой коалиции «Селека» вошли в город. Франция направила войска для защиты международного аэропорта столицы.
После исследований, проведенных в 2009 году Mercer Human Resources Consulting, Банги было присвоено 214 место из 215 среди худших городов мира по качеству жизни. Багдад был единственным городом, получившим более низкую оценку.

## География

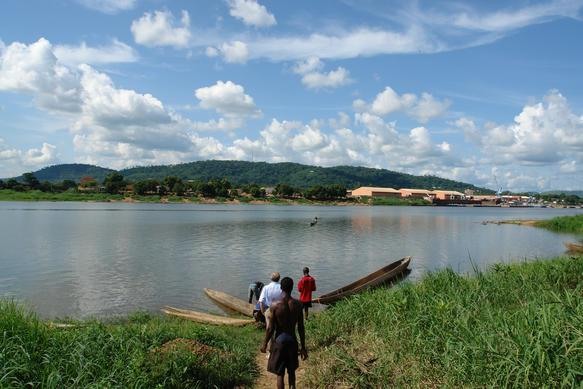
Река Убанги на окраине города Банги.

Банги расположен на правом берегу реки Убанги, у впадения Мпоко. Судоходная часть реки Убанги резко поворачивает к югу ниже Банги и впадает в реку Конго. По реке проходит граница между Центральноафриканской Республикой и Демократической Республикой Конго (ДРК). Конголезский город Зонго расположен на другой стороне реки напротив Банги.
Центр города находится вблизи реки и имеет большую Триумфальную арку, посвященную Бокассе, президентский дворец и центральный рынок. Пролегая в 5 км дальше на север, в самом сердце жилого района находится самый большой рынок Банги и большинство ночных клубов. К северу от города лежат холмы.

## Климат
Центрально-Африканская Республика расположена немного севернее от экватора и, следовательно, в течение года ежедневно преобладают высокие температуры, которые редко опускаются ниже 26 градусов по Цельсию. В Банги господствует климат тропических саванн. Сезон дождей длится с мая до октября. Банги, будучи расположенным на юге страны и тем самым находясь ближе к экватору, имеет климат немного жарче и влажнее, чем в северных частях страны.
Некоторые из окрестностей Банги в низменных районах подвержены частым наводнениям. Например, сильные дожди в июне и июле 2009 года оставили без крова 11 тысяч человек.
В сезон дождей (с марта по ноябрь) город подвержен грозам и ударам молний. Они происходят часто, иногда каждый день.
| Показатель                                          | Янв. | Фев. | Март | Апр. | Май  | Июнь | Июль | Авг. | Сен. | Окт. | Нояб. | Дек. | Год  |
| --------------------------------------------------- | ---- | ---- | ---- | ---- | ---- | ---- | ---- | ---- | ---- | ---- | ----- | ---- | ---- |
| Абсолютный максимум, °C                             | 37   | 38   | 42   | 38   | 37   | 35   | 38   | 37   | 33   | 33   | 34    | 43   | 43   |
| Средний суточный максимум, °C                       | 34,3 | 34,4 | 32,6 | 31,4 | 30,9 | 30   | 29,2 | 28,7 | 28,9 | 29,1 | 30    | 32,1 | 31   |
| Средняя температура, °C                             | 28,1 | 28,7 | 27,7 | 27,1 | 26,7 | 26   | 25,4 | 24,9 | 25   | 25,2 | 25,8  | 26,8 | 26,5 |
| Средний суточный минимум, °C                        | 22,4 | 23,7 | 23,8 | 23,6 | 23,4 | 22,8 | 22,3 | 22   | 22   | 22,2 | 22,4  | 22,1 | 22,7 |
| Абсолютный минимум, °C                              | 7    | 12   | 17   | 19   | 15   | 18   | 17   | 18   | 18   | 17   | 12    | 13   | 7    |
| Норма осадков, мм                                   | 13   | 26   | 92   | 128  | 131  | 109  | 143  | 201  | 206  | 221  | 112   | 23   | 1405 |
| Источник: Climate-data.org, Travel Weather Averages |      |      |      |      |      |      |      |      |      |      |       |      |      |

## Экономика
Банги является административным, торговым и коммерческим центром. Первый филиал банка был открыт в 1946 году, когда Банк Западной Африки создал в городе свой филиал. Банги производит текстиль, продукты питания, пиво, обувь и мыло. В основные статьи экспорта входят хлопок, лесоматериалы, кофе и сизаль. Из-за продолжающейся нестабильности в государстве уровень безработицы в городе колебался в районе 23 % с 2001 года.

### Транспорт

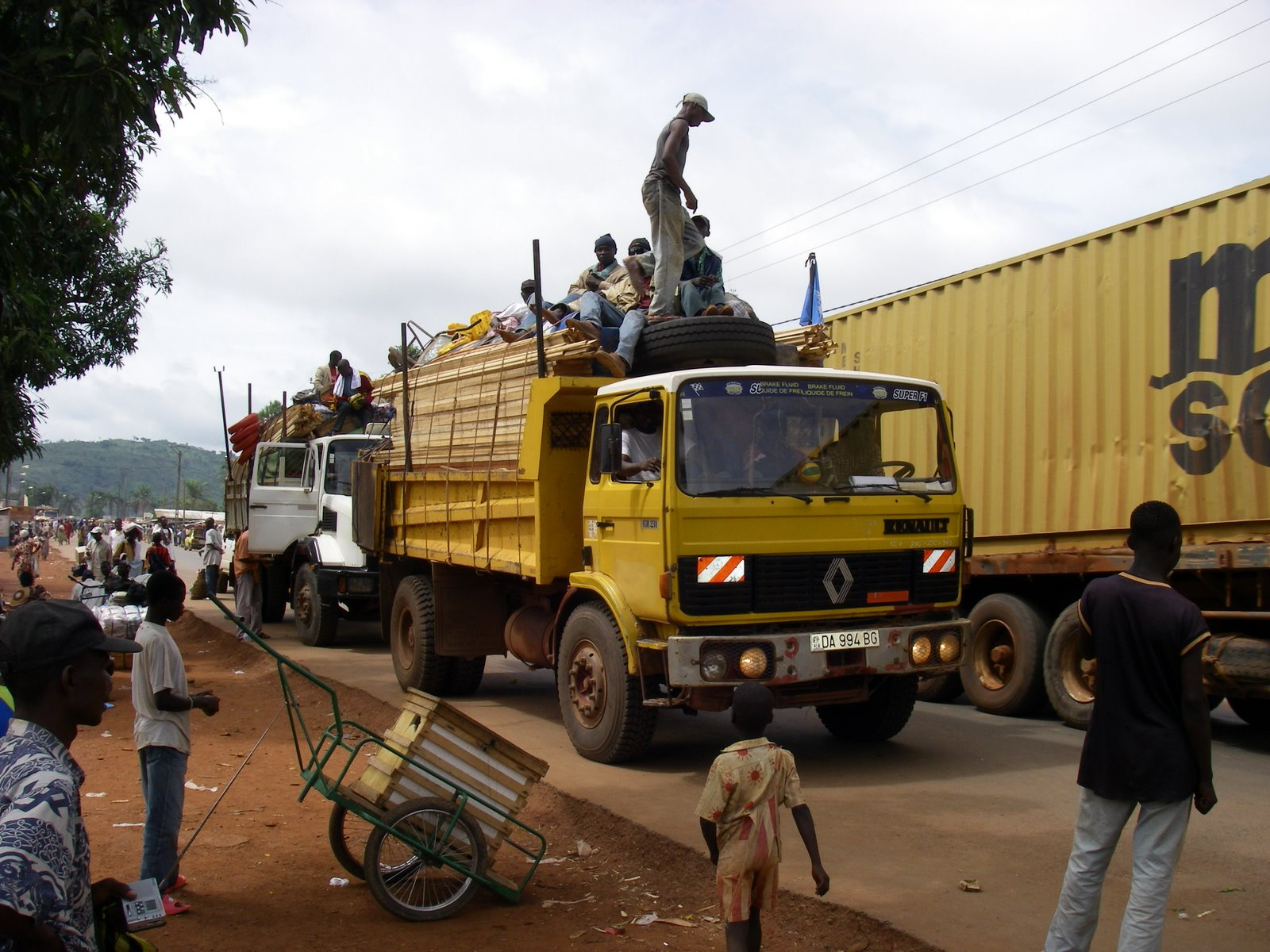
Грузовики в Банги.

Банги имеет речной порт и Международный аэропорт Банги Мпоко; на город приходится подавляющее большинство международной торговли страны. Речные паромы ходят в Браззавиль (Республика Конго) и Зонго (ДР Конго). Через Банги проходит транс-африканский автодорожный маршрут  шоссе Лагос-Момбаса. Автомобильные дороги связывают Банги с Камеруном, Чадом и Суданом.

### Связь
Две компании мобильной связи, использующие стандарт GSM-900, Телесел ЦАР и Nationlink Telecom RCA, работают в Банги. Государственная компания Socatel является основным телекоммуникационным оператором в ЦАР и Банги, она отвечает за эксплуатацию и техническое обслуживание инфраструктуры связи.

## Культура
Ряд периодических изданий и три ежедневных газеты публикуются в Банги. Достопримечательности включают в себя музей имени Б. Боганды и дворец Бокассы. Собор Нотр-Дам в Банги является резиденцией римской католической архиепархии в городе.

## Археология
Археологические исследования в городе и его окрестностях открыли, по крайней мере, 26 мест для изучения периода железного века, которые содержат много металлургических инструментов и других древних объектов. Эти археологические объекты были добавлены в предварительный список Всемирного наследия ЮНЕСКО от 11 апреля 2006 года, в категорию культуры.

## Образование
В городе находится университет Банги, основанный в 1970 году. Как общественный институт, университет Банги монополизирует всё несельскохозяйственное высшее образование в Центральноафриканской Республике.
По контрактам в университете вели преподавание сотрудники Московского университета.